# HD 145782
HD 145782，又名CP-57 7716，SAO 243509、HR 6040，是一颗恒星，视星等为5.63，位于銀經327.46，銀緯-5.13，其B1900.0坐标为赤經16h 7m 33.7s，赤緯-57° -5.13′ 27″。